# Bewegung Freies Aceh

Flagge der Bewegung Freies Aceh

Die Bewegung Freies Aceh (achinesisch Gerakan Aceh Merdeka, kurz GAM), auch bekannt als Aceh Sumatra National Liberation Front (ASNLF), war eine bewaffnete Befreiungsbewegung in der Provinz Aceh im Norden Sumatras, die die Unabhängigkeit der Provinz von Indonesien anstrebte, bevor sie am 15. August 2005 in Helsinki ein Friedensabkommen mit der indonesischen Regierung unterzeichnete. Die indonesische Regierung nannte die Gruppe offiziell „Bewegung zur Zerstörung der Sicherheit von Aceh“.
1959 hatte die Regierung der Region Aceh einen speziellen Status gewährt, der islamische Traditionen und Gesetze bevorzugte. Die Zentralisierungstendenzen der Regierung Suharto wirkten dem später entgegen und veranlassten die GAM in den 1970er Jahren zur Erhebung, in deren Verlauf sie 1976 die Unabhängigkeit und Selbstbestimmung Acehs ausrief.
Im Wesentlichen setzte man sich gegen die vermeintliche Bedrohung der acehnesischen Religion und Kultur durch die als neokolonial bezeichnete Zentralregierung und durch die steigende Zahl von Migranten aus Java zur Wehr. Ein anderer Punkt war die ungleiche Verteilung der Einnahmen aus den natürlichen Ressourcen Acehs (Erdöl).
Zunächst verlief der Guerillakrieg für die GAM erfolglos, und bis 1977 hatten die Regierungstruppen die Gruppe fast vollständig vernichtet. Die Gruppe erneuerte ihre Aktivitäten in den 1980er Jahren, offenbar mit finanzieller Unterstützung Libyens und des Iran, und rekrutierte etwa 3.500 Soldaten. Die Repressionen der Regierung erzeugten Widerspruch und Feindseligkeit der Bevölkerung und kamen damit eher der GAM zugute. 1991 bis 1995 erhielt die Region den Status als Militärisches Operationsgebiet.

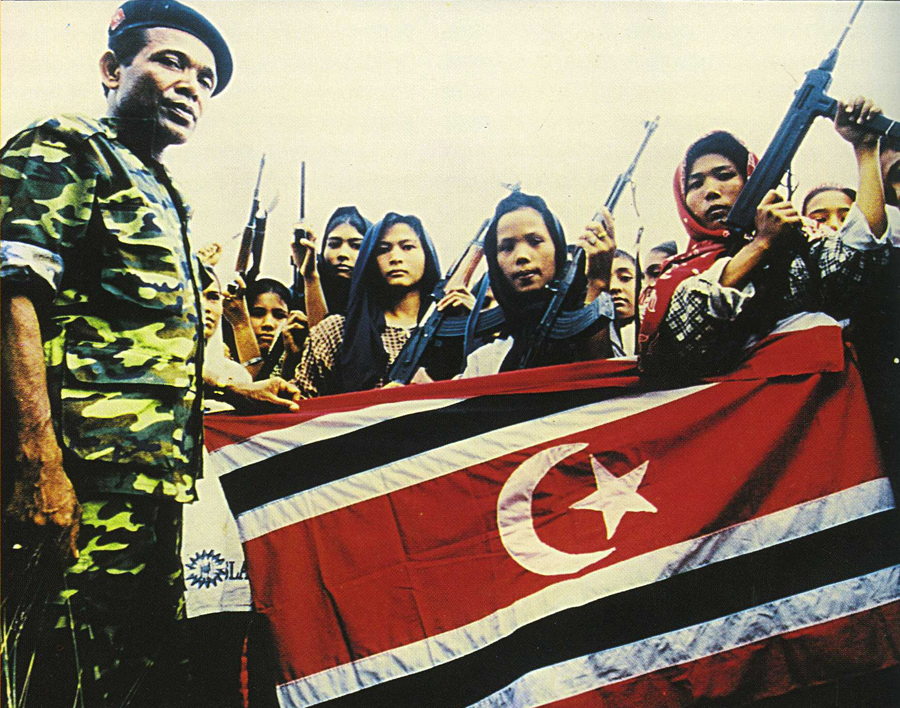
Kämpferinnen der GAM

Vermittlungsbemühungen beider Seiten, obwohl durch den Sturz Suhartos begünstigt, wurden ergebnislos abgebrochen, und sowohl das Militär als auch die GAM wurden häufig wegen Menschenrechtsverletzungen angeklagt.
1996 verkündete die indonesische Regierung das Ende der GAM. Das indonesische Militär (Tentara Nasional Indonesia) zog sich nicht aus der Region zurück; die Berichte über Folter und Morde hielten an. Wohl wurde 1999 ein Truppenrückzug verkündet, aber man schätzt, dass die Zahl der Soldaten während der Regierungszeit von Megawati Sukarnoputri bis 2002 auf 35.000 stieg. Übergriffe der Sicherheitskräfte 2001 und 2002 forderten einige Tausend zivile Todesopfer.
Die Anführer der GAM, Hasan di Tiro (ein Nachkomme der vormaligen Sultane von Aceh) und der Abgeordnete Zaini Abdullah, begaben sich ins Exil nach Schweden. Der indonesische Sprecher der Gruppe ist Abdullah Syafei'i Dimatang. 1999 wurde berichtet, dass sich die Gruppe in zwei Lager, ASNLF (die ursprüngliche Gruppe) und das Free Aceh Movement Government Council (MP-GAM), gespalten habe. Dies wurde von GAM-Sprechern dementiert, aber in den indonesischen Medien weithin behauptet.
Im März 2003 erklärte die Regierung in Jakarta die GAM offiziell zu einer Separatistengruppe.
Im Zusammenhang mit der Tsunami-Katastrophe am 26. Dezember 2004 rief die GAM einen Waffenstillstand aus. Im Gegenzug zog die indonesische Regierung die Beschränkungen für Hilfsorganisationen und ausländische Journalisten in Nordsumatra zurück.
Über das Vorgehen und das Monopol von GAM als Verhandlungspartner der Regierung gibt es Streitigkeiten mit anderen separatistischen Gruppen auf Aceh.
Am 15. August 2005 schlossen die GAM und die indonesische Regierung in der finnischen Hauptstadt Helsinki einen Friedensvertrag ab. Seitdem wurden 30.000 Soldaten des indonesischen Militärs und 15.000 Polizisten aus Aceh abgezogen, die GAM gab ihre Waffen ab. Die Aceh Monitoring Mission unter Führung der Europäischen Union überwachte die Aktionen sowie die Reintegration von ehemaligen Kombattanten.